# Carretera Carbonera
La Carretera Carbonera es una histórica vía de comunicación española construida entre 1840 y 1842 entre los concejos de Langreo y Gijón, ambos en Asturias, para el transporte de carbón desde las minas del Valle del Nalón hasta El Musel, puerto de Gijón.
Nació con la intención de potenciar la industria hullera de las Cuencas Mineras asturianas.

## Historia

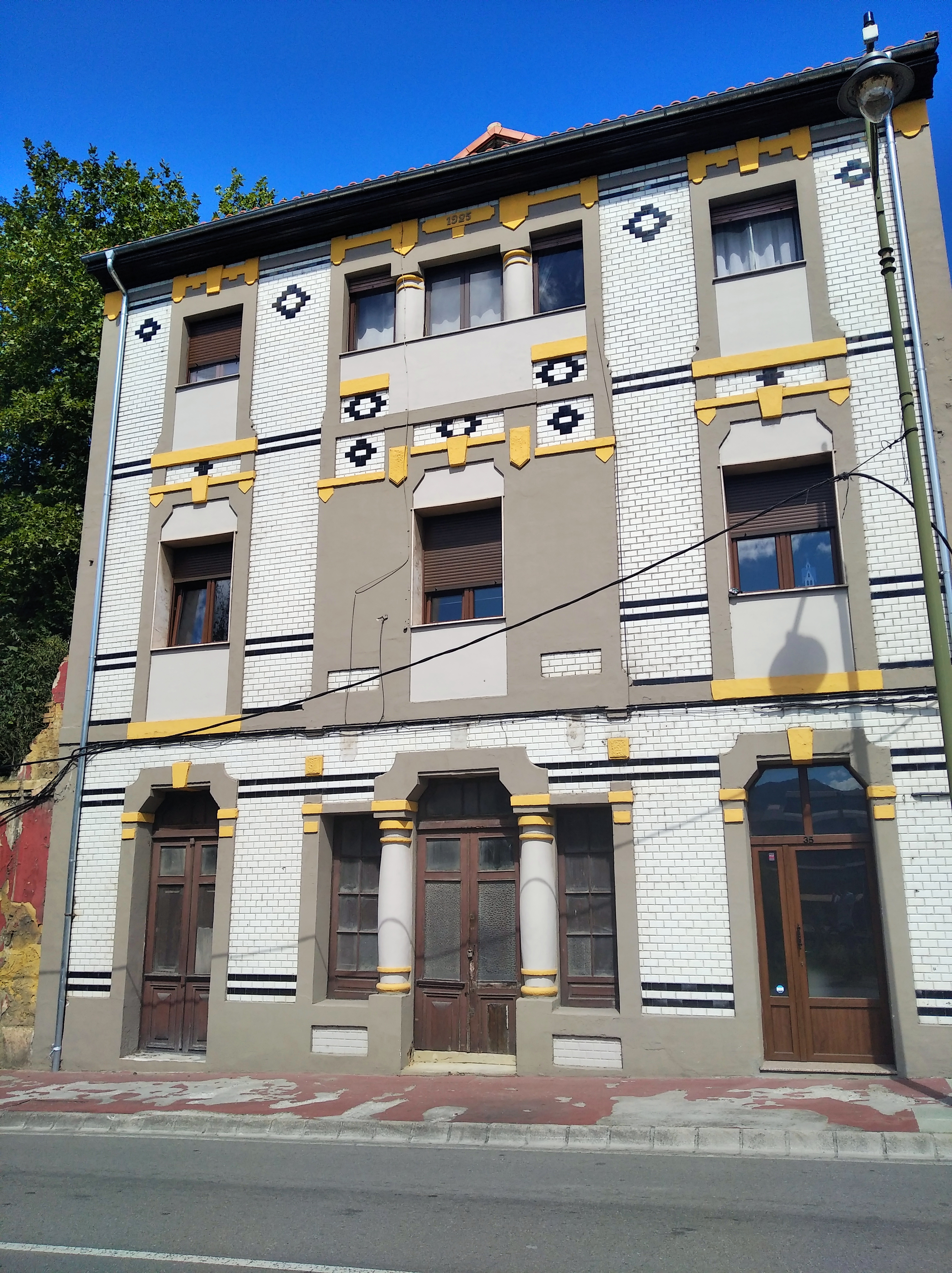
A pie de carretera surgieron numerosas casas con bajos comerciales en La Felguera

El primer impulsor del proyecto fue Gaspar Melchor de Jovellanos, quien hacia 1794 había propuesto construir una carretera que permitiese llevar el carbón de las minas de Langreo y Siero hasta la dársena del puerto de Gijón, aunque quien finalmente la construyó fue un banquero andaluz llamado Alejandro Aguado, que casualmente falleció en Gijón la noche antes de su inauguración. Abierta en 1842, al principio no dio buenos resultados debido a la poca carga que transportaban los carros que circulaban por ella y al elevado precio del peaje que cobraban por utilizarla, ya que era una carretera de pago (de hecho, fue la primera de este tipo que hubo en España). 
Cerró en 1852, después de que el Ferrocarril de Langreo comenzase a funcionar. Comenzó a ser usada como una carretera convencional, siendo uno de los factores por los que Pedro Duro fundó su Fábrica de La Felguera en 1858 en Langreo.  
Posteriormente soportaría gran tráfico como principal vía de unión entre Langreo y Gijón para automóviles y camiones. Este uso se vio altamente reducido tras la inauguración de la Autovía Minera (AS-I) en el año 2003, dando una vía de comunicación más rápida y efectiva entre Gijón y las cuencas. 
Hoy en día pertenece a la Red Local de 1.º Orden del Principado, denominándose AS-376, aunque popularmente sigue conociéndose como Carretera Carbonera. Es una carretera sinuosa y con numerosos desperfectos y hundimientos, que únicamente presta un servicio local.

## Trazado
Nace La Felguera, donde es la Avenida de Gijón (alrededor de la cual surgieron numerosas casas de notable interés a pie de carretera), atraviesa El Berrón, El Alto de la Madera y llega a Gijón, atravesando los barrios de Mareo, Roces, Montevil y El Llano, culminando en Puerta de la Villa, actual Plaza de Europa. En los márgenes de esta carretera surgiría el anteriormente mencionado barrio de El Llano, donde actualmente se denomina Avenida de Schulz.
- Datos: Q5753535